# 陈之迈
陈之迈（1908年8月23日—1978年11月8日），笔名微尘，天津人，祖籍广东番禺，中华民国外交官。

## 生平
陈之迈生於天津。曾祖父陈澧，著有《东塾杂俎》十四卷。父亲陈庆龢，1871年生，光绪年间1891年辛卯科優貢，留日学习法政，曾任鐵路局總文案，天津大學堂會辦，山東撫署文案，客籍學堂監督，學務處調查所副監督，高等學堂監督，直隶督署文案、天津保工局会办、外务部秘书股股员、直隶洋务局参议、宣统末年至1913年10月9日任驻檀香山正领事，民初1914年任交通部秘书、国务院咨议、北洋外交部秘书、参事，1927年任故宫博物院古物馆建设课主任，1959年在北京逝世。1915年陈之迈入北京汇文学校特别班就读。1923年陈之迈插班清华学校中等科三年级。1928年，畢業於清华学校留美预备部，旋赴美留學。1929年，獲俄亥俄州立大學文學士學位。1934年，以学位论文《Parliarmentary Opinion of Delegated Legistation》獲哥倫比亞大學哲學博士學位。歸國後，任清華大學政治系讲师、教授。讲授“中国政府”课程。後加入蒋廷黻与胡适等创办的獨立評論社。参与创办《独立评论》。1936年夏，行政院政务处长蒋廷黻主持的“行政效率研究会”聘陈之迈考察東南各省行政督察專員制度。1937年7月参加第一期廬山談話會。抗战爆发後清华大学与北京大學、南開大學合并办学长沙临时大学任教授。1938年2月赴武汉任中央政治學校行政系教授，1938年9月随校迁重庆授课。1938年11月於重慶創辦《新经济》（半月刊）。1939年5月，应蒋廷黻邀，任行政院參事，後兼国防最高委员会法制專門委員會委員、中央设计局专门委员。
1944年6月30日，应返渝述职的驻美大使魏道明之邀，任駐美使館參事。1946年，聯合國善後救濟總署中國副代表，聯合國善後救濟總署设立的國際緊急糧食理事會（International Emergency Food Council，IEFC）附屬稻米(Rice)、穀類(Cereals)、肥料、茶葉(Tea)、油脂(Fats and Oils)等各专业委員會代表，聯合國糧食及農業組織中國代表。1948年，出席聯合國糧食及農業組織特別大會任中國首席全權代表。參與推動《控蘇案》。1950年，加駐美使館公使銜。1955年後，任駐菲律賓大使、駐澳大利亞大使。1961年，任第十六屆聯合國大會中国代表、駐新西蘭大使。1966年後，任駐日本大使、駐教廷大使、駐馬耳他國大使。1969年当选第十届中国国民党中央评议委员会委员。1978年返臺，任外交部顧問暨國際關係研究所研究員；同年，病逝於臺北。

## 著作
- 《中国政府》，上海：商务印书馆，民国36年2月第三版。 上海人民出版社2015年8月再版，ISBN 9787208129344
- 《政治教育引论》，长沙：艺文丛书编辑部出版，1939年。
- 《中国政制建设的理论》，長沙：商務印書館，1939年。
- 《天主教流传中国史》
- 《政治学》，上海：正中書局，1947年。
- 《政治教育引論》，長沙：商務印書館，1939年。
- 《蔣廷黻的志事與平生》，台北：傳記文學出版社，1985年。
- 《患難中的美國友人》，台北：傳記文學出版社，1979年。
- 《舊遊雜憶》，台北：傳記文學出版社，1975年。